# Haupttreuhandstelle Ost
Die Haupttreuhandstelle Ost (HTO) war eine deutsche Behörde des Vierjahresplans zur Organisation der Ausraubung der polnischen Bevölkerung nach der mit der Sowjetunion gemeinsam organisierten Aufteilung des polnischen Staates bzw. der deutschen Besetzung Polens. Dies beinhaltete die Erfassung, Verwaltung und Verwertung des Vermögens des polnischen Staates und seiner Bürger. Die Behörde hatte ihren Sitz von 1939 bis 1943 in der Potsdamer Straße 28 in Berlin-Tiergarten. Am 1. März 1943 zertrümmerten Luftangriffe auf Berlin den Dachstuhl der Potsdamer Straße 28 und verursachten leichtere Schäden am Dachstuhl benachbarter Häuser, worauf Abteilungen der HTO auf mehrere Standorte in und außerhalb Berlins verteilt wurden.

## Zuständigkeit
Am 19. Oktober 1939 informierte Hermann Göring, Beauftragter für den Vierjahresplan, den Reichsminister Hans Frank, Oberverwaltungschef bei dem Oberbefehlshaber Ost, per Brief über die Grundzüge der Haupttreuhandstelle Ost. Die erste Veröffentlichung zur Errichtung der HTO mit der zunächst unvollständigen und verharmlosenden Beschreibung ihrer Aufgaben erfolgte durch Bekanntmachung vom 1. November 1939. In den in das Deutsche Reich eingegliederten Ostgebieten, den Reichsgauen Westpreußen (am 2. November 1939 in Danzig-Westpreußen umbenannt) und Posen (1940 in Wartheland umbenannt) sowie den Regierungsbezirken Kattowitz und Zichenau, war die HTO befugt, die Vermögenswerte des polnischen Staates und der polnischen Staatsangehörigen zu beschlagnahmen, sie kommissarisch zu verwalten und zu verwerten.
Die ursprüngliche Zuständigkeit der HTO auch für das Generalgouvernement wurde beschränkt durch die Verordnung des Generalgouverneurs vom 15. November 1939. Für das Generalgouvernement wurde eine von der HTO unabhängige Treuhandstelle mit Sitz in Krakau errichtet.
Die Verfügung über das landwirtschaftliche polnische Vermögen wurde dem Reichskommissar für die Festigung deutschen Volkstums überlassen. Durch Verordnung wurde im Februar 1940 die öffentliche Bewirtschaftung des polnischen land- und forstwirtschaftlichen Besitzes in den eingegliederten Ostgebieten angeordnet. Die Verwaltung des landwirtschaftlichen Privatbesitzes übernahm die Ostdeutsche Landbewirtschaftungsgesellschaft mbH als Generalverwalter. Die Verwaltung der polnischen Staatsdomänen erfolgte durch den Reichsminister für Ernährung und Landwirtschaft, die Verwaltung der Forsten durch den Reichsforstmeister.

## Organisation

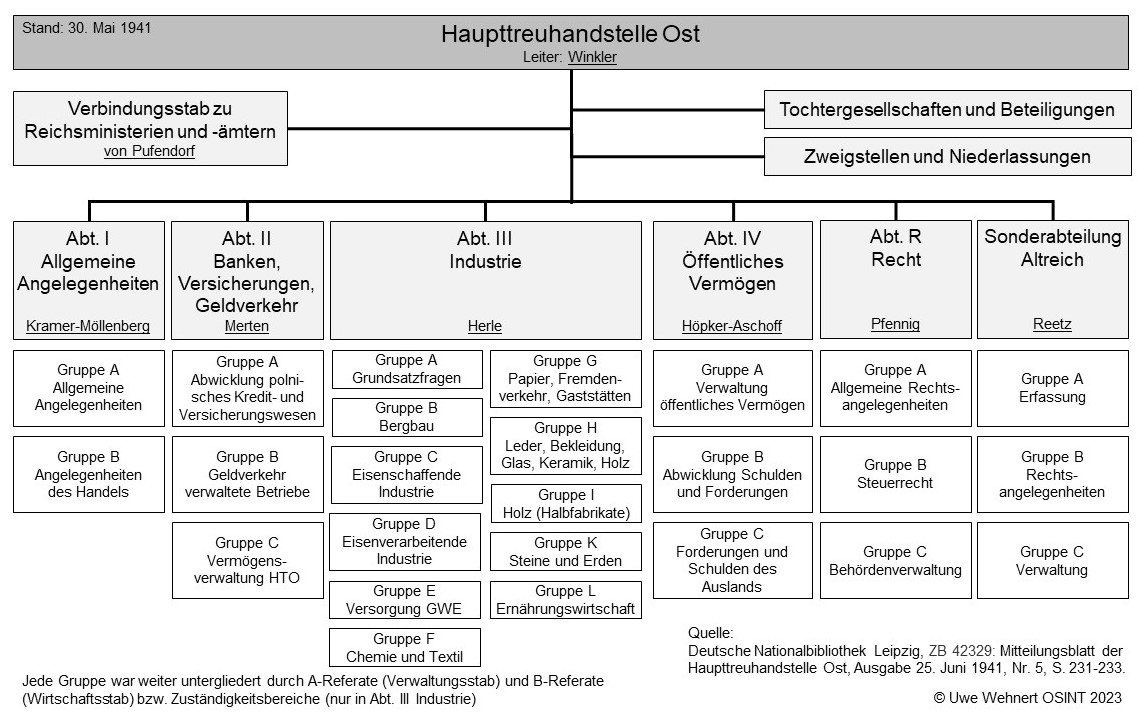
Geschäftsverteilungsplan der Haupttreuhandstelle Ost mit Stand 30. Mai 1941

Mit der Leitung der HTO beauftragte Hermann Göring in den Tagen um den 12. Oktober 1939 den Bürgermeister a. D. Max Winkler, der unmittelbar begann, die Organisation der HTO aufzubauen. Schon am nächsten Tag sprach Winkler beim Präsidenten des Rechnungshofs des Deutschen Reichs Heinrich Müller vor und bat um eine ständige Abordnung von Sachbearbeitern an die HTO, um die Arbeit der HTO durch eine laufende Kontrolle des Rechnungshofs abzusichern.
Erster Stellvertreter von Max Winkler und Leiter der Abteilung I, zuständig für Grundsätzliches, war Erich Krahmer-Möllenberg, Mitbegründer und von 1920 bis 1940 geschäftsführender Vorstand der Deutschen Stiftung Berlin zur Förderung des Deutschtums im Ausland. Die Abteilung II, zuständig für Banken, Versicherungen und Geldverkehr, leitete der Bankkaufmann Friedrich Merten. Zum Leiter der Abteilung III, zuständig für Industrie, wurde Jacob Herle, von 1919 bis 1934 Geschäftsführer des Reichsverbandes der Deutschen Industrie, ernannt. Nach Herles Ausscheiden übernahm der Jurist Robert Brebeck, zuvor als Ministerialdirigent beim Reichskommissar für Preisbildung tätig, die Abteilungsleitung. Leiter der Abteilung IV, zuständig für öffentliches Vermögen, wurde Hermann Höpker-Aschoff, von 1925 bis 1931 preußischer Finanzminister und ab 1951 erster Präsident des Bundesverfassungsgerichts. Die Abteilung Recht wurde von dem Landgerichtsrat Bruno Pfennig geführt. Erwin Reetz leitete die „Sonderabteilung Altreich“, zuständig für die Erfassung und Verwaltung des polnischen Privatvermögens im Altreich, und war zugleich Geschäftsführer der GHTO. Diese Stelle spielt als „Alttreu“ eine große Rolle bei der Arisierung des Vermögens von schon seit langem nach Deutschland eingewanderten Juden aus Polen, die häufig Doppelstaatler geblieben waren. Krahmer-Möllenberg, Merten, Herle, Pfennig und Reetz waren schon vor ihrer Tätigkeit bei der HTO langjährige Wegbegleiter von Max Winkler.
Im Zuständigkeitsbereich der HTO wurden mehrere Treuhandstellen vor Ort errichtet. Diese Treuhandstellen befanden sich in Gotenhafen (Gdynia), Zichenau (Ciechanów), Posen (Poznań) und Kattowitz (Katowice). In Litzmannstadt (Łódź) wurde eine Nebenstelle der Treuhandstelle Posen eröffnet. Die Treuhandstellen hatten die von der HTO erarbeiteten allgemeinen Richtlinien, Anordnungen und Verwaltungsvorschriften anzuwenden. Die HTO entschied über Beschwerden gegen Maßnahmen der Treuhandstellen und konnte Kontrollen und Rechnungsprüfungen durchführen. Die Verwaltung und Verwertung der Großbetriebe mit mehr als 500.000 RM Wert verblieb bei der HTO.
Im Zweiten Weltkrieg gab es bei der HTO mehrere Reorganisationen der Geschäftsverteilung mit Umbenennung von Abteilungen, Gruppen und Referaten und zahlreiche Umbesetzungen in den Führungspositionen. Auch die Personalstärke variierte fortlaufend. Die höchste Beschäftigtenzahl wurde bei der HTO in Berlin im Dezember 1941 mit 356 Mitarbeitenden festgestellt.
Die Erfassung und Verwaltung des Wohnhausbesitzes wurde durch Anordnung vom 27. Mai 1940 der Grundstücksgesellschaft der Haupttreuhandstelle Ost (GHTO) übertragen. Rohstoffe und Wirtschaftsgüter wurden von der Verwaltungs- und Verwertungs-Gesellschaft der HTO (VVG) erfasst und verwaltet. Es gab weitere mit besonderen Aufgaben betraute Gesellschaften wie die Handelsaufbau Ost GmbH (HAO), diverse Auffanggesellschaften für Kriegsteilnehmerbetrieb des Handels, die Landwarenhandels-Gesellschaft für den deutschen Osten mbH, die Aufbaugesellschaft des ostdeutschen Landmaschinenhandels mbH, die Hotel- und Gaststättengesellschaft für das Wartheland, Danzig-Westpreußen und Ostoberschlesien mbH, die Handwerksaufbau-Ost mbH und die Allgemeine Film-Treuhand GmbH.

## Tätigkeit
Die Kompetenzen und Befugnisse der HTO wurden von Göring in dem Runderlass vom 19. Oktober 1939 festgelegt. Unter anderem sollte in den von den deutschen Truppen besetzten polnischen Gebieten, die dem deutschen Reich politisch angegliedert worden waren, das Vermögen des polnischen Staates sowie das Privatvermögen „polnischer und jüdischer Hand“ erfasst werden und das Geld- und Kreditwesen geregelt werden. Die HTO veranlasste die „Beschlagnahme des Grund und Bodens des ehemals polnischen Staates, der ausgewiesenen polnischen Intelligenz und aller wegen Feindseligkeiten erschossenen oder ausgewiesenen Polen.“ Ein „Nahplan“ des Chefs der Sicherheitspolizei und des SD vom Dezember 1939 sah vor, 600.000 Juden zu vertreiben und ihr Vermögen einschließlich des Wohnungsmobiliars „im Einvernehmen mit den Treuhandstellen“ zu beschlagnahmen und zu verwerten.
Im August 1940 erließ der Leiter der HTO eine Verfügung über die Verwertung des beschlagnahmten Vermögens. Danach sollten rund zehn Prozent des kommissarisch verwalteten Haus- und Grundbesitzes, der Industrie-, Handels- und Handwerksbetriebe sowie der Banken und Versicherungen gegen einen angemessenen Kaufpreis an zuverlässige und geeignete Bewerber übertragen werden. Als individuelle Bewerber kamen Volksdeutsche infrage, die ihren Wohnsitz vor 1939 in Polen hatten oder ihn 1918 verlassen mussten, sowie auslandsdeutsche Umsiedler. Reichsdeutsche sollten „zur Gewährleistung der berechtigten Ansprüche der im Felde stehenden Soldaten“ nur berücksichtigt werden, wenn sie selbst als Kriegsteilnehmer aus dem Heer entlassen worden waren. Am 17.  September 1940 wurde die Polenvermögensverordnung erlassen. (RGBl I, 1940, S. 1270)